# Прапор Михайлівського району Приморського краю

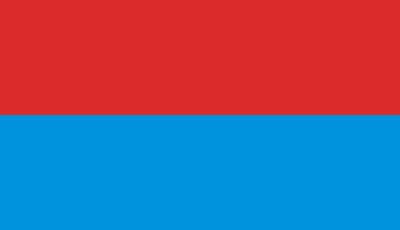
Прапор Михайлівського району Приморського краю

Прапор Михайлівського району Приморського краю (рос. Флаг Михайловского района Приморского края) — один з державних символів Російської Федерації, Михайлівського району Приморського краю.

## Опис прапора
Полотно розділене на дві частини. Вершина — темно-червона. Символізує процвітання, могутність, силу, красу і здоров'я. Край прапора — лазурова, що символізує велич, вірність, довіру, бездоганність, а також розвиток, рух, надію, мрію.